# Van der Does de Willebois

Van der Does de Willebois is een van oorsprong Frans geslacht waarvan leden sinds 1877 tot de Nederlandse adel behoren.

## Geschiedenis
Volgens de overgedragen familie verhalen, ondersteund door vele bewezen verwantschap relaties en allianties, stamt de familie af van de oud-Franse familie de Villebois Mareuil. Maar de bewezen stamreeks begint met de oudste zoon van deze familie ,de jurist Louys de Villebois, afgestudeerd in Poitiers in het civiel en canoniek recht op 22 augustus 1606, die omstreeks 1583 werd geboren en vóór 1657 is overleden. Hij woonde in La Hameyde en wordt op 8 en 25 april 1631 in de schepenakten vermeld als grondbezitter te Oeudeghien. De volgende vijf generaties in de stamreeks zijn als volgt:
- Grégoire Willebois [9](La Hameyde – Warneton, schepen van Warneton en 'famulus marchionis' (adelborst) dienaar van de Spaanse bevelhebber Sigismond Marquis de Sfondrato[10]. Hij trouwde op 27 oktober 1649 in Warneton met Caroline Potié Waast, weduwe van Jean Nepveu. In zijn directe relaties (en huwelijks getuigen) vinden we de Franse families Nepveu, Lambert en de Villers die ook terug te vinden zijn in verwantschap of in allianties met de Franse tak van de familie. Zo was Marie Nepveu peet-tante van de Parijse Louis de Villebois, Louis Lambert peet-oom in 1603 van Jean Jaques de Villebois zijn broer en trouwde zijn neef Anne Pierre de Villebois met Louise-Thérèse de Villers in 1682.
  - Jacques Willebois (ged. Warneton, 17 september 1661), ontvanger van de keizerlijke domeinen in Poperinge
    - Pierre Paul Willebois (geboren Warneton, 28 juni 1700), geneesheer te Boezegem
      - Pierre Joseph Willebois (gedoopt Boezegem, 16 oktober 1730), geneesheer te Boezegem.
        - Dr. Pierre Joseph Willebois (gedoopt Boezegem, 15 april 1768 – 's-Hertogenbosch, 4 november 1834), officier van gezondheid

Met laatstgenoemde Pierre Joseph (ook: Petrus Josephus) Willebois begint de Nederlandse tak van het geslacht. Pierre Joseph was officier van gezondheid. Hij week ten tijde van de Franse Revolutie met de legitimisten uit naar Brabant, waar hij eerste geneesheer der hospitalen te 's-Hertogenbosch werd. Op 30 september 1800 trouwde hij in Münster met jkvr. Adriana Cornelia Maria van der Does (gedoopt 's-Hertogenbosch, 10 juni 1778 – 's-Hertogenbosch, 29 januari 1823). Hun zoons Joannes Maria Benedictus Josephus (1810-1891) en Pieter Joseph August Marie (1816-1892) hebben hun achternaam officieel laten wijzigen in Van der Does de Willebois. Joannes Maria Benedictus Josephus moet dat al hebben gedaan vóór zijn huwelijk op 15 januari 1840 met Antoinette Cecile Marie Luijben (1813-1880). Pieter Joseph August Marie kreeg de toestemming voor zijn naamsverandering bij Koninklijk Besluit van 28 augustus 1856, nr. 55. Beide broers werden bij Koninklijk Besluit van 18 oktober 1877, nr. 2 verheven in de Nederlandse adel. Zij en hun nakomelingen voeren het predicaat jonkheer of jonkvrouw.

## Enkele telgen
Dr. Pierre Joseph Willebois (1768–1834), officier van gezondheid
- Jhr. mr. Joannes Maria Benedictus Josephus van der Does de Willebois (1810-1891), Tweede Kamerlid (1868-1875), president van het gerechtshof voor Noord-Brabant en Limburg te 's-Hertogenbosch (1876-1889)
  - Jhr. Petrus van der Does de Willebois (1843-1937), burgemeester van 's-Hertogenbosch (1884-1917), Eerste Kamerlid (1898-1923), medeoprichter en bestuurslid van de Sint-Radboudstichting
    - Jkvr. Elisabeth Johanna Maria van der Does de Willebois (1879-1955); trouwde in 1904 met jhr. Thomas Cornelis Maria van Rijckevorsel (1868-1919), burgemeester

  - Jkvr. Maria Cornelia Adriana Josepha van der Does  de Willebois (1844-1923); trouwde in 1870 met mr. Walther Simon Joseph van Waterschoot van der Gracht (1845-1921), notaris, lid Eerste Kamer en grootouders van kunstenares Gisèle d'Ailly-van Waterschoot van der Gracht
  - Jhr. Aloysius Andreas Adrianus Maria van der Does de Willebois (1848-1936), notaris, lid Gemeenteraad van 's-Hertogenbosch
    - Jhr. Pieter Joseph Olivier van der Does de Willebois (1889-1982), directeur brandverzekeringsmaatschappij Groote Bossche
      - Jhr. mr. Pieter Joseph Frans Marie Theodore van der Does de Willebois (1927), oud-lid Raad van Bestuur N.V. AMEV
        - Jhr. mr. Joost Jan Marie (Joost) van der Does de Willebois (1959), voorzitter van de beurs van Amsterdam (2004-2010), financieel directeur van Euronext N.V. (2004-2010) en van de beurs van New York (2007-2008), bedrijfsadviseur en eigenaar van het wijnbedrijf Les Vignobles Villebois in de Franse Loirestreek.[15][16][17]

      - Jkvr. Mary Edith van der Does de Willebois (1930), beeldhouwster; trouwde in 1956 met mr. dr. Maria Joseph Jacobus Antonius (Sef) Imkamp (1925-2013), Tweede Kamerlid en medeoprichter van D66
- Jhr. mr. Pieter Joseph August Marie van der Does de Willebois (1816-1892), Commissaris des Konings in Limburg (1856-1874), minister van Buitenlandse Zaken (1874-1877, 1883-1885)
  - Jhr. mr. Willem Emile Theodor Marie van der Does de Willebois (1858-1932), advocaat-generaal bij de Hoge Raad der Nederlanden, president van het Gerechtshof Arnhem
    - Jkvr. Sophia Johanna Maria van der Does de Willebois (1891-1961), keramiste; trouwde in 1919 met Abraham van Stolk (1883-1926), kunstverzamelaar uit het geslacht Van Stolk; trouwde in 1931 met Luigi de Lerma (1907-1965), kunstschilder en keramist
      - Jan van Stolk (1920-1997), keramist
      - Romualda Mimosa Marie van Stolk (1921-2012), kunstschilderes; trouwde in 1943 met Pieter Adriaan Emile Bogaerts (1920-1983), portretschilder

    - Jhr. mr. Pieter Joseph Hendrik Marie van der Does de Willebois (1893-1961), rechter bij de rechtbank Amsterdam
    - Jhr. dr. Jan Joseph Maria van der Does de Willebois (1900-1963), psychiater-neuroloog
      - Jhr. dr. Alexander van der Does de Willebois (1928-1987), neuroloog-psychiater
      - Jhr. drs. Jan Aernout van der Does de Willebois (1930-2007), cardioloog en arts

  - Jhr. Frederik Marie Willem van der Does de Willebois (1860-1942), burgemeester en secretaris van Wateringen